# Miho Demović
Miho Demović (Dubravka, Konavle, 1934. - Zagreb, 17. ožujka 2023.), hrvatski katolički svećenik Dubrovačke biskupije, glazbeni povjesničar, muzikolog i dugogodišnji glavni dirigent (regens chori) crkvenoga zbora zagrebačke katedrale. Pronazač je izgubljena Dubrovačkoga misala.

## Obrazovanje
Rođen je 1934. godine u Dubravci u Konavlima. Studij filozofije i teologije pohađao je na Visokoj bogoslovnoj školi u Splitu te na Katoličkomu bogoslovnomu fakultetu u Zagrebu. Tijekom studija pohađa tečajeve iz glazbene harmonije, kontrapunkta i polifonije kod prof. Albe Vidakovića, a latinsku i ćiriličku paleografiju i diplomatiku slušao je kod dr. Josipa Butorca i dr. Vladimira Mošina na Institutu za povijest JAZU.
Za svećenika Dubrovačke biskupije zaređen je 9. kolovoza 1959., nakon čega je bio biskupski tajnik, katedralni orguljaš i nastavnik glazbe u Biskupskoj klasičnoj gimnaziji u Dubrovniku. Na zagrebačkomu KBF-u diplomirao je 1961. radom o Pavlu Matijeviću, a na Institutu za crkvenu glazbu 1969. diplomskim radom o glazbenoj djelatnosti Augustina Kažotića. Muzikologiju i povijest umjetnosti diplomirao je 1970. na Filozofskom fakultetu u Ljubljani, a osam godina kasnije i magistrirao na istome fakultetu radom o glazbenom životu Dubrovnika u XVI. st. Od 1976. do 1978. pohađa poslijediplomski studij teologije na Teološkomu fakultetu u Bonnu te filozofije i muzikologije na Sveučilištu »Albertus Magnus« u Kölnu, gdje je obranio doktorat o dubrovačkoj glazbi i glazbenicima od XI. do XVII. st.

## Glazbena djelatnost
Od 1980. do umirovljena 2002. bio je regens chori zagrebačke katedrale, na poziv kardinala Franje Šepera po smrti Albe Vidakovića. Djelovao je kao zborovođa, orguljaš i skladatelj.

## Znanstveni rad
Pronašao je Dubrovački misal u oxforskoj knjižnici. Uz dozvolu iz Oxforda, objavljeno je izdanje pretiska misala 2011. u izdanju Dubrovačkih knjižnica. Znanstveno-istraživačkim radom utvrdio je i dokazao da Misal potječe iz dubrovačke katedrale sv. Marije. Misal je pisan beneventanskim pismom i notacijom te najbolje predstavlja beneventansko pjevanje u južnoj Dalmaciji i spomenik je nulte kategorije.

## Nagrade
Dobitnik je nagrade Grada Dubrovnika za životno djelo 2007. godine.

## Smrt
Preminuo je 17. ožujka 2023., u 64. godini svećeništva, u Svećeničkomu domu sv. Josipa u Zagrebu. Obred ispraćaja istoga dana predvodio je pomoćni biskup zagrebački u miru Valentin Pozaić. Pokopan je 21. ožujka u Pičetama, uz pjesmu Mješovitoga katedralnoga zbora u Dubrovniku, čijim je bio zborovođom. Sprovodnu misu u crkvi sv. Križa predvodio je dubrovački biskup Roko Glasnović.